# آلفونس دو لامارتین

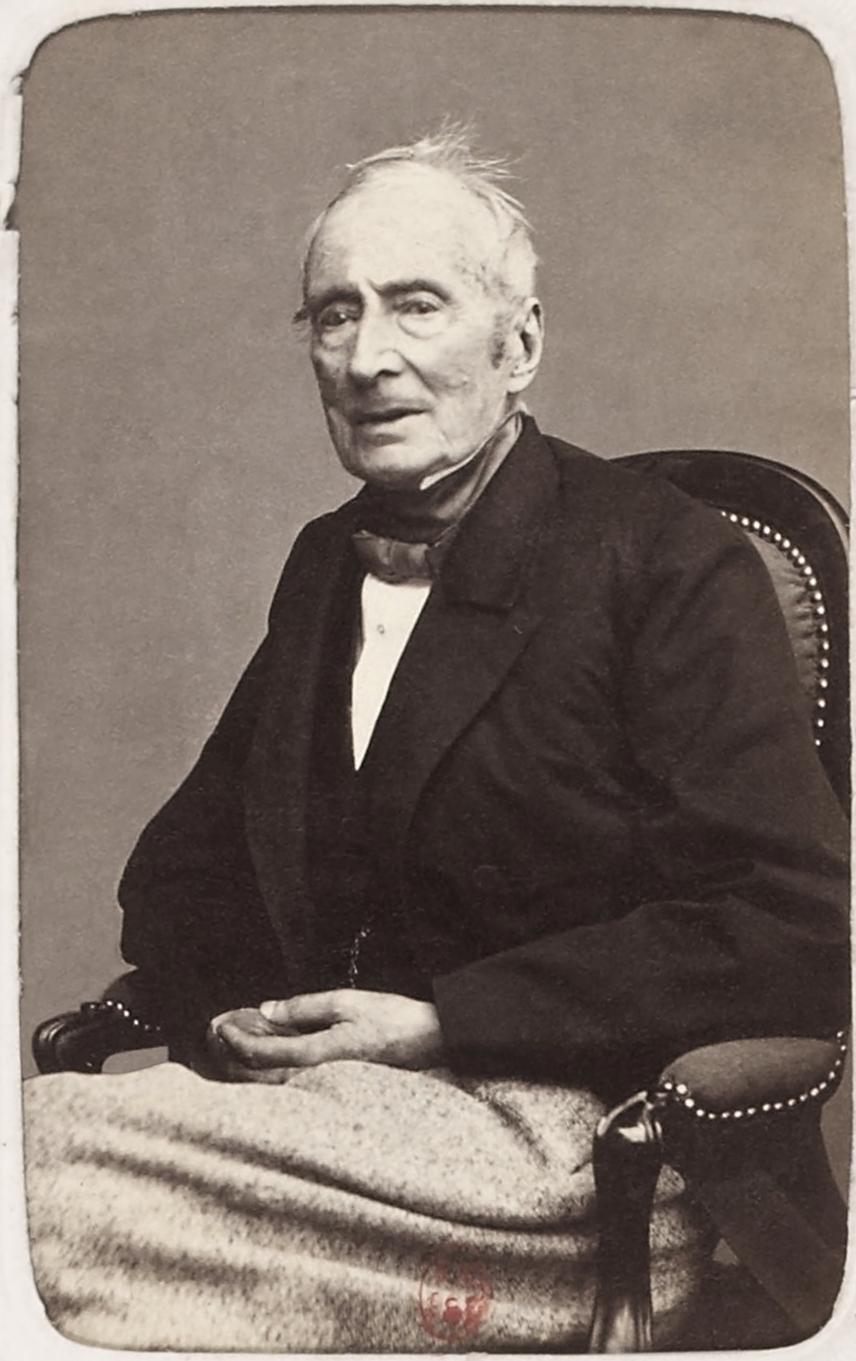
آلفونس دو لامارتین، ۱۸۶۵

آلفونس ماری لوئی دو پرات دو لامارتین (به فرانسوی: Alphonse Marie Louis de Prat de Lamartine) ‏ (زاده ۲۱ اکتبر ۱۷۹۰, ماسون؛ درگذشته ۲۸ فوریه ۱۸۶۹, پاریس)، شاعر، نویسنده و سیاستمدار فرانسوی قرن نوزدهم میلادی است.

## زندگی
آلفونس دو لامارتین شاعر و ادیب و سیاستمدار فرانسوی در ۲۱ اکتبر ۱۷۹۰ در ماکون به دنیا آمد و در بیست سالگی برای خاطر سلامتی خود به ایتالیا عزیمت نمود و در آنجا با «گرازیلا» آشنا شد. گرازیلا نام خاطره انگیزی است که در بیشتر اشعار او به چشم می‌خورد.
او از خانواده اشراف بود لامارتین پس از تجدید سلطنت «بوربون‌ها» در فرانسه در قرن ۱۹ از شخصیت‌های برجسته سیاسی به حساب می‌آید.
نخستین کتاب او «اندیشه‌های شاعرانه و مذهبی» در سال ۱۸۲۰ (سی سالگی) منتشر شد و در سال ۱۸۲۳ «اندیشه‌های تازه» را منتشر نمود. شعر فلسفی و هماهنگ و موزون او به سبب تازگی و زیبایی و دلپذیری خاصی که داشت مردم را متوجه وی ساخت. در سال ۱۸۳۰ «هماهنگی‌ها» را انتشار داد اشعار این کتاب بیشتر جنبه اندیشه داشت تا جنبه غزل‌سرائی. او «سقوط یک فرشته» و «ژوسلین» را هم در سال ۱۸۳۷ منتشر کرد و آخرین اثر شعری او بنام «برگزیده‌ها» است که در سال ۱۸۳۹انتشار یافت. بهترین اثر شعری لامارتین «دریاچه» است که خودش هم به آن علاقه داشت.
لامارتین حوادث عادی زندگی روزمره را به زبان ساده و با یک دید زیبای شاعرانه به رشته تحریر درآورد. او به زندگی آمیخته به تقوی، مذهب کاتولیک، به پرستش طبیعت آنچنان که روسو و برناردن دوسن پیر توصیف کرده بودند و به احساس‌های مادام دو استائل و آثار شاتو بریان علاقه داشت.
وی در سال ۱۸۲۰ با یک زن ثروتمند انگلیسی به نام ماریا-الیزا بیرچ ازدواج نمود لامارتین در عین حال شاعر و ادیب بود در سیاست نیز مداخله می‌کرد و او در ۱۸۲۳ منشی سفارت فرانسه در ناپل شد. او در جوانی‌اش سفرهایی را انجام داد. سال‌های ۱۸۲۴ تا ۱۸۲۹ را در فلورانس گذراند و در ۱۸۲۹ تغییر مأموریت پیدا کرد و در سال‌های ۱۸۳۴–۱۸۳۲ به خاور دور سفر کرد. از سال ۱۸۳۹ همراه با تحولات اروپا به سیاست علاقه‌مند شد و در مدت غیبتش او را به نمایندگی مجلس فرانسه برگزیدند و در مجلس زیاد نطق می‌کرد اندک اندک متمایل به جناح چپ شد و در انقلاب فوریه سال ۱۸۴۸ لامارتین به عضویت دولت موقت فرانسه برگزیده شد و در سال ۱۸۴۶ نامزد ریاست جمهوری شد اما رای کافی نیاورد و پس از شکست در انتخابات ریاست جمهوری مقابل ناپلئون سوم، از سیاست کناره‌گیری کرد و از آن پس تنها به فعالیت‌های ادبی مشغول شد. بعد از این شکست فقیر و بیچاره شد برای تأمین معاش خود پشت سر هم در روزنامه‌ها مقاله می‌نوشت او در روزنامه «لاپرس» اعترافات را نوشت و در ۲۸ فوریه ۱۸۶۹ در سن هفتاد و هشت سالگی در حال فقر و بیچارگی درگذشت.

## آثار
اگرچه لامارتین به گوناگون‌ترین انواع ادب (تئاتر، شرح سفرها، تصاویر تاریخی، رمان) دست برده‌است اما شهرت خود را مدیون شعر است. این شاعر، بیشتر بابت شعر اتوبیوگرافی‌اش دریاچه (به فرانسوی: Le Lac) مشهور است.
- آهنگ‌های شاعرانه
- تاریخ ژیروندون‌ها
- مرگ سقراط
- حکومت عقلی
- سقوط یک فرشته
- زندگی اسکندر کبیر
- زندگی میکل آنژ
- مردان بزرگ خاور
- تاریخ روسیه
- رازهای جدید
- رافائل
- مشاور ملت